# 盗蜜
盗蜜是指昆虫、鸟类或其他动物在植物的花冠筒上直接打洞取食花蜜，但不给花授粉的现象。
被盗蜜植物主要是具有长花管或花上有蜜腺距的产蜜植物。存在盗蜜现象的植物大约有59科214种。常见的盗蜜者是蜂类，尤以熊蜂和木蜂为多，在美洲一些鸟类也是常见的盗蜜者。
盗蜜会损坏植物生殖器官柱头和花药, 还能通过影响传粉者的行为来影响植物的适合度。此外，通过影响传粉者行为，盗蜜者会增加花粉的散布距离、促进异交。